# Parafia Podwyższenia Krzyża Świętego w Brzegu
Parafia Podwyższenia Krzyża Świętego – rzymskokatolicka parafia w Brzegu. Parafia należy do dekanatu Brzeg północ w archidiecezji wrocławskiej. 

## Historia parafii
Erygowana w 1899 roku. Jest najstarszą rzymskokatolicką parafią w mieście. Proboszczem jest ksiądz Adam Czternastek.

## Liczba mieszkańców i zasięg parafii
Parafia liczy ok. 11 150 katolików a swym zasięgiem duszpasterskim obejmuje ona miejscowości:
- Gierszowice,
- Pawłów,
- Pisarzowice

oraz ulice w Brzegu:

- Andersa,
- Armii Krajowej,
- Błonie,
- Cegielnianą,
- Chopina,
- Chrobrego od numeru 20 do numeru 35 (bez numeru 31),
- Cichą,
- Dębową,
- Długą (od numeru 20 do 34 i od numeru 55 do 73),
- pl. Drzewny,
- Drzymały,
- Filozofów,
- Górną,
- Grobli,
- Grunwaldzką,
- Jagiełły,
- Karłowicza,
- Krakusa,
- Krótką,
- Krzywą,
- Kwiatową,
- Lechicką,
- Legionistów,
- Liliową,
- Lwowską,
- 3 Maja,
- Małujowicką,
- Mały Rynek,
- Myczkowskiego,
- Nadbrzeżną,
- Orlą,
- Oławską,
- Piłsudskiego,
- Planty,
- Pomorską,
- Robotniczą,
- Słoneczną,
- Słowiańską,
- Staromiejską,
- Strzelecką,
- Szpitalną (numer 2 i 2a),
- Wał Śluzowy,
- Śluza,
- Tarnowskiego,
- Tęczową,
- Wileńską,
- Wojciecha,
- Wojska Polskiego,
- Wolności,
- Wrocławską,
- Wyspiańskiego,
- Kard. Wyszyńskiego,
- Zamkową,
- pl. Zamkowy,
- Zieloną[2].

## Inne kościoły i kaplice
- Kościół Najświętszej Maryi Panny z Góry Karmel w Gierszowicach,
- Kościół Najświętszej Maryi Panny Królowej Polski w Pawłowie,
- Kaplica pw. św. Jadwigi Śląskiej w Brzegu,
- Kaplica św. Faustyny w Pisarzowicach.

### Cmentarze
- Cmentarz parafialny w Pawłowie,
- Cmentarz parafialny w Gierszowicach[3].

## Parafialne księgi metrykalne
| Księgi metrykalne | Okres ewidencji |
| ----------------- | --------------- |
| chrztów           | 1945 -          |
| ślubów            | 1945 -          |
| zgonów            | 1945 -          |

## Grupy parafialne
- Akcja Katolicka,
- Żywy Różaniec,
- Wspólnota Krwi Chrystusa,
- Franciszkański Zakon Świeckich,
- Straż Honorowa,
- Zespół Charytatywny,
- Chór Parafialny Św. Maksymiliana,
- Katolickie Stowarzyszenie Młodzieży,
- Schola,
- Stowarzyszenie Dzieci i Młodzieży Maryjnej,
- Eucharystyczny Ruch Młodych,
- Lektorzy,
- Ministranci,
- Wiara i Światło,
- Parafialny Zespół Muzyczny,
- AA-Wiara,
- Krąg Biblijny,
- Duszpasterstwo Nauczycieli,
- Koło Przyjaciół Radia Maryja[2].